# 快速數論函數庫
快速数论函数库 (英語：Fast Library for Number Theory，簡稱：FLINT)是一个的高度优化的C语言数论函数库。主要功能包括整数、有理数和有限域上的多项式算术和二次筛法。该库被设计使用 GNU多重精度运算库编译的，并在 GNU通用公共许可协议 下发布. 这个库由华威大学的 William Hart 和哈佛大学的 David Harvey 开发和维护，以克服 Pari 和 NTL 这些库在速度上的局限性。

## 设计哲学
- 渐近下快速的算法
- Implementations Fast as or Faster than Alternatives
- 完全用 C 语言写出
- 依赖 GMP
- 广泛测试
- Extensively Profiled
- 支持并行计算

## 功能
- 整数、有理数和有限域上的多项式算术
- 二次筛法